# Навроцький Василь Васильович
Василь Васильович Навроцький (1851, Кременчук, Полтавська губернія, Російська імперія — 6 травня 1911, Одеса, Російська імперія) — російський дворянин, одеський видавець, меценат.

## Життєпис
Народився в родині чиновника Кременчуцької провіантській комісії і орендаря землі.
Освіту здобув в полтавській гімназії. Після того, як батько розорився, оселився в Одесі, де отримав роботу експедитора в друкарні Петра Францова. Через кілька років, в листопаді 1872 року придбав у губернського секретаря, редактора і видавця «Новоросійського телеграфу» Олександра Серебренникова право на видання газети «Одеський листок оголошень» розміром в один лист. Через 7 років після відкриття газету визнали офіційно, дозволивши їй друкувати урядові розпорядження. У 1880 році газета отримала назву «Одеський листок».

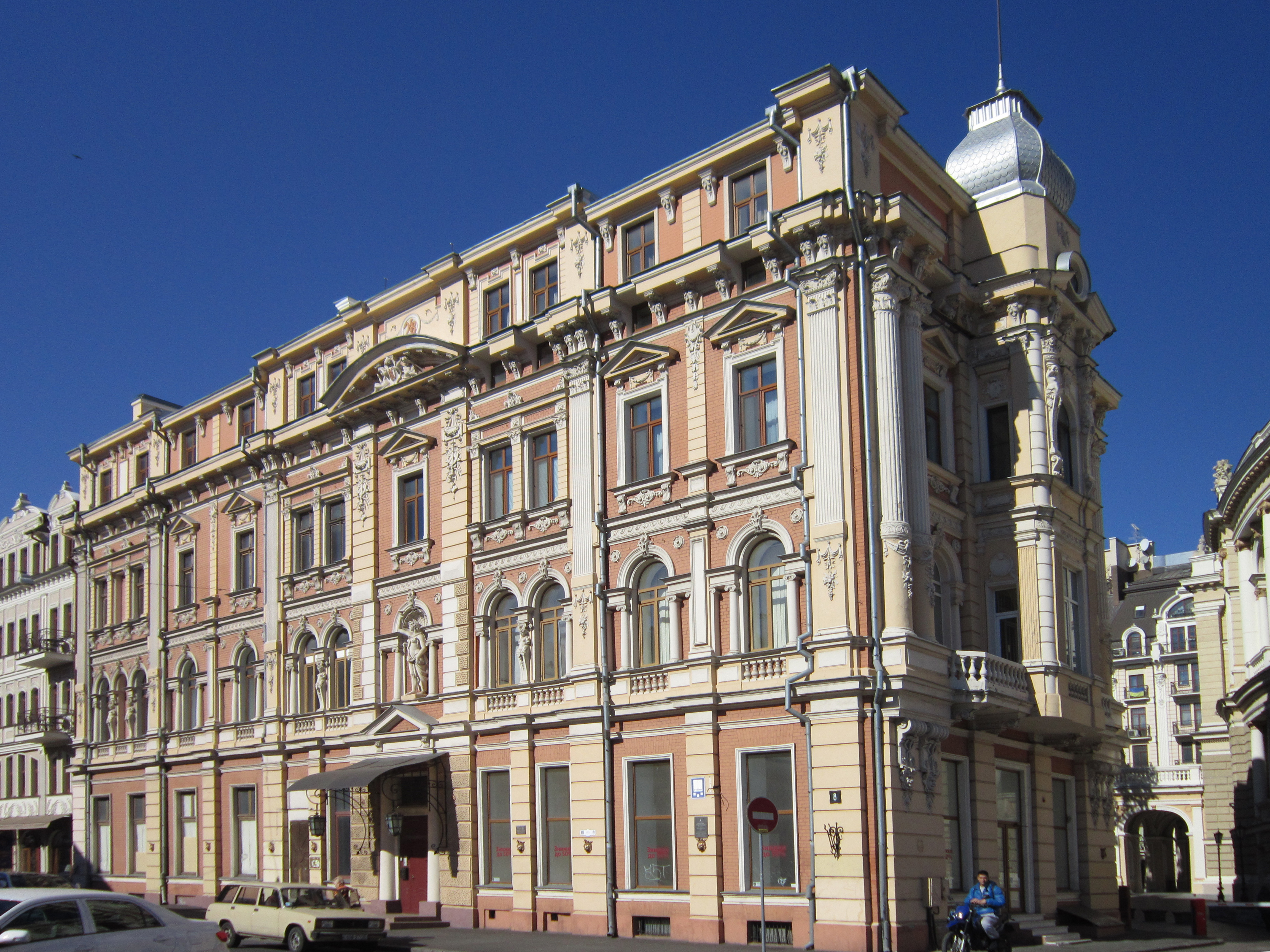
Будинок Навроцького в Одесі

Власник першого в Одесі і Російській імперії автомобіля (1891), який був привезений з подорожі Францією. Автомобіль — один з перших зразків уславленого в подальшому «Бенц», екіпаж, мав потужність 2,5 кінських сили.
У 1891 від доходів від газети збудував будинок, в якому розмістив редакцію газети.
Помер від аневризми аорти. Все своє майно заповів дружині Софії Матвіївні Навроцькій, яка продовжила справу.

## Вшанування пам'яті
Місце поховання відреставроване у травні 2018.